# Leucothyreus punctulatus
Leucothyreus punctulatus är en skalbaggsart som beskrevs av Blanchard 1851. Leucothyreus punctulatus ingår i släktet Leucothyreus och familjen Rutelidae. Inga underarter finns listade i Catalogue of Life.